# Pieter Helbert Damsté
Pieter Helbert Damsté (Wilsum, 10 agosto 1860 – Utrecht, 5 febbraio 1943) è stato un latinista e poeta olandese in lingua latina.

## Biografia
Figlio del predicatore Barteld Roelof Damsté e della moglie Richardina Jacoba Gesina Gallé frequentò le scuole medie superiori a Leida dove ebbe fra gli altri, come insegnante, il latinista Jacobus Johannes Hartman. Dal 1879 al 1885 studiò lingue classiche all'Università di Leida dove fu allievo di Carel Gabriel Cobet; e con quest'ultimo si è laureò nel 1885 con una tesi sulle Argonautiche di Valerio Flacco.
Dopo la laurea, fu professore di latino e greco nei ginnasi di Gorinchem e di Leida; infine, nel 1902 fu nominato professore di latino all'Università di Utrecht, succedendo a Johannes van der Vliet; fra i suoi allievi Damsté ebbe anche il suo successore Hendrik Wagenvoort. L'attività accademica di Damsté si esplicò soprattutto come autore di numerosi lavori critici in riviste specializzate, piuttosto che come autore di trattati i ampie monografie. Fu inoltre anche un apprezzato poeta in lingua latina: partecipò al Certamen poeticum Hoeufftianum vincendo due volte la medaglia d'oro del primo premio (nel 1901 con Patria rura e nel 1903 con  Feriae aestivae) e quattro volte la gran lode (nel 1902 con Hymenaea, nel 1904 con Duo signa, nel 1905 con Codex, nel 1913 con Alma quies).
Damsté fu inoltre famoso in Olanda come canottiere. Fu membro onorario (1884) e presidente (1899) del Reale Associazione di Canottaggio Studentesco Njord a Leida. Nel 1886 fu autore, in collaborazione con FE Pels Rijcken, di un manuale per il canottaggio in lingua olandese. Pieter Damsté sposò Johanna Louise Elisabeth Jaeger dalla quale ebbe il figlio Onno (1896–1973) che diventerà anch'egli un importante classicista.

## Principali lavori scientifici
- Uitgave van Sallustius' Bellum Jugurthinum, 1892.
- Sallustius, Bellum Catilinae. Accedunt ex Historiis orationes et Epistulae, 1893
- Q. Curti Rufi Historiarum Alexandri Magni Macedonis Libri Qui Supersunt, 1897
- De Arte et Munere Docendi, 1902
- Minucius Felix: Octavius, 1936